# Miss Universo 2022
Miss Universo 2022 foi a 71ª edição do concurso de beleza Miss Universo, realizado no New Orleans Morial Convention Center em Nova Orleans, Louisiana, Estados Unidos em 14 de Janeiro de 2023. Harnaaz Sandhu, da Índia, coroou R'Bonney Gabriel, dos Estados Unidos, como sua sucessora no final do evento.
Esta foi a primeira edição do concurso a ser realizada sob a propriedade do JKN Global Group, com sede na Tailândia, que comprou a Organização Miss Universo da WME/IMG em 26 de outubro de 2022, e foi também o primeiro evento do Miss Universo a ser transmitido pelas redes de televisão do JKN Global Group, JKN18 e JKN-CNBC como a emissora oficial do concurso para a Tailândia, onde está localizada a nova sede da Organização Miss Universo. 
Foi também o primeiro ano, desde 1962, que não houve transmissão numa grande televisão dos Estados Unidos. 

## Antecedentes

### Local e data
Em setembro de 2022, o jornal porto-riquenho El Vocero informou que um e-mail havia sido enviado aos diretores nacionais informando que a edição de 2022 do Miss Universo seria realizada no primeiro trimestre de 2023, devido ao potencial choque de datas com a Copa do Mundo FIFA de 2022,prevista para o período entre novembro e dezembro de 2022. O El Vocero também informou que Los Angeles, Miami e Nova Orleans nos Estados Unidos e Nha Trang no Vietnã eram vistas como cidades-sede em potencial.
No final de setembro, a presidente do Miss Universo Organization (MUO), Paula Shugart, afirmou em entrevista a ABS-CBN News que o concurso seria realizado em janeiro de 2023, confirmando o motivo do adiamento foi realmente para evitar um possível choque com a Copa do Mundo FIFA. Shugart também confirmou que a cidade-sede seria anunciada na semana seguinte. Em 19 de setembro, o MUO anunciou que o concurso seria realiado em 14 de janeiro de 2023, no New Orleans Convention Center, em Nova Orleans, Louisiana. Esta foi a quarta vez na história do concurso que o evento será realizado após o término do respectivo ano civil; isso ocorreu anteriormente nas edições de 2014, 2016 e 2020, quando todas aconteceram no ano seguinte.

### Seleção de participantes
Originalmente, franquias de 86 países e territórios confirmaram que iriam enviar suas candidatas. Dezoito dessas delegadas foram indicadas para seus cargos após terminarem seus respectivos concursos nacionais em segundo lugar ou então selecionadas por meio de um "casting".
Chloe Powery-Doxey, a segunda colocada do Miss Universo Ilhas Cayman 2022, foi indicada para representar o território depois que se descobriu que a então vencedora, Tiffany Conolly estava respondendo a um processo judicial por agredir o seu ex-namorado,o que levou ao fato de ser proibida judicialmente de sair do território britânico. Já na França, Floriane Bascou, a segunda colocada do Miss França 2022, foi indicada para representar o país depois que a vencedora, Diane Leyre, abriu mão de ir a Nova Orleans por falta de tempo hábil para a sua preparação. Outro caso emblemático aconteceu na Bolívia, quando a Miss Bolívia 2022, Fernanda Pasivic, foi destronada por zombar de outras candidatas ao Miss Universo em sua conta no Instagram. Em seu lugar,foi enviada a segunda colocada Camila Sanabria.
Dentre os países participantes,esta edição é marcada pela estreia do Butão e os retornos de Angola, Belize, Indonésia, Quirguistão, Letônia, Líbano, Malásia, Mianmar, Santa Lúcia, Seychelles, Suíça, Trinidad e Tobago e Uruguai. Seychelles competiu apenas  na edição de 1995, tornando esta edição sua primeira vez competindo após uma ausência de 27 anos. Trinidad e Tobago competiu pela última vez em 2017, Quirguistão, Líbano e Suíça competiram pela última vez em 2018, Angola e Santa Lúcia competiram pela última vez em 2019, enquanto os demais competiram pela última vez em 2020. Originalmente estavam na lista: Dinamarca, Hungria, Irlanda, Israel, Marrocos,Quênia, Romênia e Suécia desistiram depois que suas respectivas organizações não conseguiram realizar uma competição nacional ou indicar uma candidata.Cabe ressaltar que esta foi a primeira ausência de Israel no concurso em 70 anos  Diana Tashimbetova originalmente representaria o Cazaquistão, mas foi destronada e não foi substituída pela titular da licença do Cazaquistão após uma série de disputas judiciais entre Tashimbetova e o franqueado local acerca da falta de apoio em relação ao seu envio aos Estados Unidos e a sua participação no Miss Universo. Esperava-se que a Letônia competisse pela primeira vez desde 2006, mas a delegada escolhida, Kate Alexeeva,desistiu da competição após testar positivo para COVID-19 dias antes de seu envio aos Estados Unidos. Ida Hauan, Miss Noruega 2022, desistiu de participar da competição durante a manhã da grande final, após também testar positivo para COVID-19.

### Transmissão televisiva
Inicialmente a NBC e a MUO haviam anunciado que a emissora faria a transmissão do concurso, mas após a aquisição pelo JKN Global Group o contrato foi desfeito.  
Ao redor do mundo, o concurso foi transmitido em cerca de 20 TVs abertas, entre elas a ABS-CBN (Filipinas), Azteca (México), Telemundo (estados de língua espanhola nos Estados Unidos) e pela Venevision (Venezuela). 
O Canal Roku fez a transmissão global através de streaming. 

## Resultados
| Colocação                | Candidata | País/Território |
| ------------------------ | --- | --- |
| Miss Universo 2022       | R'Bonney Gabriel | Estados Unidos |
| 2.ª colocada             | Amanda Dudamel | Venezuela |
| 3.ª colocada             | Andreína Martínez | República Dominicana                                                                                                 |
| Finalistas (Top 5):      | Gabriëla Dos Santos Ashley Cariño | Curaçau · Porto Rico                                                                                                 |
| Semifinalistas (Top 16): | Ndavi Nokeri Monique Riley Amelia Tu María Fernanda Aristizábal Alicia Faubel Mideline Phelizor Divita Rai Payengxa Lor § Alessia Rovegno Telma Madeira Tya Jané Ramey | África do Sul · Austrália · Canadá · Colômbia · Espanha · Haiti · Índia · Laos · Peru · Portugal · Trinidad e Tobago |

§ Votada pelo público de todo o mundo para entrar no Top 16.

### Prêmios Especiais
| Prêmio                      | Candidata                      | País/Território |
| --------------------------- | ------------------------------ | --------------- |
| Melhor Traje Típico         | Viktoria Apanasenko            | Ucrânia         |
| Prêmio Espírito do Carnaval | Viktoria Apanasenko            | Ucrânia         |
| Miss Simpatia               | Sofia Depassier Maxine Formosa | Chile · Malta   |
| Prêmio Impacto Social       | Anna Sueangam-iam              | Tailândia       |
| Votação Maiô Capa           | Nguyễn Thị Ngọc Châu           | Vietnã          |

## Concurso

### Formato
A Organização Miss Universo introduziu várias mudanças específicas no formato desta edição. Inicialmente, especulou-se que o número de semifinalistas voltaria a ser vinte, número semelhante ao usado nos anos de 2018 e 2019. No entanto, devido ao tempo limitado de transmissão do evento final, o número de semifinalistas foi mantido em dezesseis — o mesmo número do ano anterior. Os resultados da competição preliminar - que consistiu na competição de traje de banho, no desfile de traje de gala e uma entrevista a portas fechadas para o Comitê de Seleção determinaram quinze das dezesseis semifinalistas, a décima sexta foi a vencedora da votação popular feita pelo aplicativo do concurso. As dezesseis candidatas desfilaram em traje de banho e traje de gala e depois foram reduzidas a cinco. A última vez na história do concurso que ocorreu esse corte nesse formato foi em 1970. As cinco semifinalistas competiram na rodada de perguntas e respostas (com uma pergunta específica elaborada pela Organização) e as três finalistas foram escolhidas. As três finalistas competiram na pergunta final e no Final Look e ao final as posições das finalistas foram anunciadas.

### Comitê de seleção
- Ximena Navarrete - Miss Universo 2010 do México.[34][35]
- Big Freedia - rapper e artista americana por ajudar a popularizar a música bounce.[34][35]
- Mara Martin - modelo americana e co-fundadora da Vyral Media PR.[34][35]
- Wendy Fitzwilliam - Miss Universo 1998 de Trinindad e Tobago. [34][35]
- Emily Austin - atriz americana, jornalista esportiva, modelo e influenciadora digital.[34][35]
- Olivia Quido -  Dermatologista filipino-americana,fundadora e CEO da rede de spas O Skin Med.[34][35]
- Myrka Dellanos - apresentadora de televisão e rádio americana, jornalista, autora e socialite.[34][35]
- Sweta Patel - autora indiana, membro do conselho da Forbes e fundadora da Healveda.[34][35]
- Olivia Jordan - Miss USA 2015 (apenas nas preliminares).[34][35]
- Kathleen Ventrella - diretora de marketing porto-riquenha da ImpactWavy (apenas nas preliminares).[34][35]

## Candidatas
83 candidatas competiram em Nova Orleans:
| País/Território          | Candidata                  | Idade | Cidade natal      |
| ------------------------ | -------------------------- | ----- | ----------------- |
| África do Sul            | Ndavi Nokeri               | 23    | Tzaneen           |
| Albânia                  | Deta Kokomani              | 22    | Durrës            |
| Angola                   | Swelia António             | 25    | Luanda            |
| Alemanha                 | Soraya Kohlmann            | 24    | Leipzig           |
| Argentina                | Bárbara Cabrera            | 26    | Buenos Aires      |
| Armênia                  | Kristina Ayanian           | 25    | Yerevan           |
| Aruba                    | Kiara Arends               | 24    | Oranjestad        |
| Austrália                | Monique Riley              | 27    | Sydney            |
| Bahamas                  | Angel Cartwright           | 28    | Long Island       |
| Bahrein                  | Evlin Khalifa              | 24    | Riffa             |
| Bélgica                  | Chayenne Van Aarle         | 23    | Antwerp           |
| Belize                   | Ashley Lightburn           | 26    | Cidade de Belize  |
| Butão                    | Tashi Choden               | 23    | Wangdue Phodrang  |
| Bolívia                  | Camila Sanabria            | 28    | Santa Cruz        |
| Brasil                   | Mia Mamede                 | 27    | Vitória           |
| Bulgária                 | Kristina Plamenova         | 26    | Byala Slatina     |
| Camarões                 | Monalisa Mouketey          | 26    | Buea              |
| Camboja                  | Manita Hang                | 24    | Phnom Penh        |
| Canadá                   | Amelia Tu                  | 21    | Vancouver         |
| Chile                    | Sofia Depassier            | 24    | Santiago          |
| China                    | Jiang Sichen               | 26    | Shanghai          |
| Colômbia                 | María Fernanda Aristizábal | 25    | Armenia           |
| Coreia do Sul            | Hanna Kim                  | 28    | Seul              |
| Costa Rica               | Fernanda Rodríguez         | 25    | Quesada           |
| Croácia                  | Arijana Podgajski          | 20    | Krapina           |
| Curaçau                  | Gabriëla Dos Santos        | 20    | Willemstad        |
| El Salvador              | Alejandra Guajardo         | 26    | Cabañas           |
| Equador                  | Nayelhi González           | 28    | Esmeraldas        |
| Eslováquia               | Karolina Michálčiková      | 24    | Trenčín           |
| Espanha                  | Alicia Faubel              | 26    | Alicante          |
| Estados Unidos           | R'Bonney Gabriel           | 28    | Houston           |
| Filipinas                | Celeste Cortesi            | 25    | Pasay             |
| Finlândia                | Petra Hämäläine            | 26    | Savonlinna        |
| França                   | Floriane Bascou            | 20    | Le Lamentin       |
| Gana                     | Engracia Mofuman           | 27    | Kumasi            |
| Grã-Bretanha             | Noky Simbani               | 25    | Derby             |
| Grécia                   | Korina Emmanouilidou       | 22    | Cozani            |
| Guatemala                | Ivana Batchelor            | 22    | Quetzaltenango    |
| Guiné Equatorial         | Alba Isabel Obama          | 21    | Mbini             |
| Haiti                    | Mideline Phelizor          | 27    | Porto Príncipe    |
| Honduras                 | Rebeca Rodríguez           | 20    | San Pedro Sula    |
| Ilhas Caimã              | Chloe Powery-Doxey         | 25    | Georgetown        |
| Ilhas Maurícias          | Alexandrine Belle-Étoile   | 26    | Curepipe          |
| Ilhas Virgens Britânicas | Lia Claxton                | 18    | Tortola           |
| Índia                    | Divita Rai                 | 25    | Mangalor          |
| Islândia                 | Hrafnhildur Haraldsdóttir  | 18    | Reiquiavique      |
| Indonésia                | Laksmi De-Neefe Suardana   | 26    | Ubud              |
| Itália                   | Virginia Stablum           | 24    | Trento            |
| Jamaica                  | Toshami Calvin             | 26    | Saint Thomas      |
| Japão                    | Marybelen Sakamoto         | 24    | Chiba             |
| Kosovo                   | Roksana Ibrahimi           | 24    | Pristina          |
| Laos                     | Payengxa Lor               | 21    | Vientiane         |
| Líbano                   | Yasmina Zaytoun            | 20    | Kfarchouba        |
| Malásia                  | Cheam Wei Yeng             | 26    | Semenyih          |
| Malta                    | Maxine Formosa             | 22    | St. Julians       |
| México                   | Irma Miranda               | 26    | Ciudad Obregón    |
| Myanmar                  | Zar Li Moe                 | 21    | Bhamo             |
| Namíbia                  | Cassia Sharpley            | 23    | Vinduque          |
| Nepal                    | Sophiya Bhujel             | 27    | Katmandu          |
| Nicarágua                | Norma Huembes              | 24    | San Marcos        |
| Nigéria                  | Hannah Iribhogbe           | 21    | Edo               |
| Países Baixos            | Ona Moody                  | 25    | Amsterdam         |
| Panamá                   | Solaris Barba              | 23    | Chitré            |
| Paraguai                 | Lia Ashmore                | 27    | Villarrica        |
| Peru                     | Alessia Rovegno            | 24    | Lima              |
| Polónia                  | Aleksandra Klepaczka       | 23    | Łódź              |
| Porto Rico               | Ashley Cariño              | 28    | Fajardo           |
| Portugal                 | Telma Madeira              | 23    | Porto             |
| Quirguistão              | Altynai Botoyarova         | 18    | Bisqueque         |
| República Dominicana     | Andreína Martínez          | 25    | Santiago          |
| Rússia                   | Anna Linnikova             | 22    | Oremburgo         |
| Santa Lúcia              | Sheris Paul                | 27    | Castries          |
| Seicheles                | Gabriella Gonthier         | 24    | Mahé              |
| Singapura                | Carissa Yap                | 22    | Singapura         |
| Suíça                    | Alia Guindi                | 19    | Valais            |
| Tailândia                | Anna Sueangam-iam          | 24    | Banguecoque       |
| Tchéquia                 | Sára Mikulenková           | 20    | Valašské Mezirící |
| Trinidad e Tobago        | Tya Jané Ramey             | 25    | Arouca            |
| Turquia                  | Aleyna Şirin               | 21    | Istambul          |
| Ucrânia                  | Viktoriia Apanasenko       | 29    | Chernigov         |
| Uruguai                  | Carla Romero               | 25    | Montevidéu        |
| Venezuela                | Amanda Dudamel             | 23    | Mérida            |
| Vietnã                   | Nguyễn Thị Ngọc Châu       | 28    | Tay Ninh          |